# David Régis
David Régis (* 2. Dezember 1968 in La Trinité, Martinique) ist ein ehemaliger französischer Fußballspieler und heutiger Trainer. Durch die Hochzeit mit einer US-Amerikanerin bekam er außerdem noch die Staatsbürgerschaft der Vereinigten Staaten.

## Karriere

### Verein
Régis begann seine Profikarriere 1988 bei US Valenciennes-Anzin. 1992 gelang der Aufstieg in die Ligue 1. Nach dem direkten Wiederabstieg 1993 wechselte er zu Racing Straßburg. Hier spielte er drei Jahre, ehe er 1996 zu RC Lens ging.
1997 wechselte Régis nach Deutschland zum Karlsruher SC in die Bundesliga. Da er dort das Niveau als höher erachtete, wollte er auf sich für eine Berufung in die französische Nationalmannschaft aufmerksam machen. Allerdings stand am Ende der Spielzeit der Abstieg in die 2. Bundesliga fest, so dass Régis den Verein wieder verließ.
Er kehrte nach Frankreich in die Ligue 1 zurück und unterschrieb beim FC Metz. Dort spielte er insgesamt 4 Jahre, dazwischen 6 Monate als Leihgabe bei Cagliari Calcio. Als auch diese 2002 abstiegen ging er zu ES Troyes AC. Trotz des Abstiegs in die Ligue 2 2003 blieb er dem Verein treu. Zur Saison 2004/05 wechselte Régis dann weiter zum Amateurverein US Municipale Marly.
Vom Sommer 2005 bis 2008 spielte er beim FC Bleid in der vierten belgischen Liga und beendete dort seine aktive Laufbahn.

### Nationalmannschaft
Régis wollte ursprünglich französischer Nationalspieler werden, wurde aber nicht berücksichtigt. Nach seiner Hochzeit mit einer US-Amerikanerin versprach ihm der Trainer der US-amerikanischen Nationalmannschaft, Steve Sampson, einen Platz im Kader für die Weltmeisterschaft 1998, sollte er die Staatsbürgerschaft der Vereinigten Staaten annehmen. Am 20. Mai des Jahres wurde er eingebürgert und debütierte drei Tage später gegen Kuwait im US-amerikanischen Nationaltrikot. Bei der WM spielte er alle drei Spiele. Bei der Weltmeisterschaft 2002 stand er erneut im US-Kader, kam aber nicht zum Einsatz.

### Trainer
Nach seinem Karriereende betreute Régis für jeweils eine Spielzeit die belgischen Amateurvereine RE Rossignol und RAA Florenville. 2013 war er für sieben Partien der Interimstrainer des luxemburgischen Zweitligisten FC Monnerich und seit 2019 ist er Co-Trainer von US Bad Mondorf in der BGL Ligue.

### Sonstiges
2017 war Régis Sportdirektor der Nationalmannschaft von Martinique.